# نیکی لارسون و عطر کوپید
نیکی لارسون و عطر کوپید (به فرانسوی: Nicky Larson et le Parfum de Cupidon) یک کمدی جنایی فرانسوی محصول سال ۲۰۱۹ به کارگردانی فیلیپ لاشو و نویسندگی ژولین آرووتی و پیر لاشو است

## خلاصه داستان
نیکی لارسون یک تک تیرانداز با استعداد، یک جنگنده خیابانی و یک کارآگاه خصوصی غیر معمول است که اغلب برای حل مشکلاتی که هیچ‌کس قادر به حل آنها نیست، فراخوانده می‌شود. او با کمک هم‌خانه خود لورا، خدمات چندگانه به مشتریانش ارائه می‌دهد، اگرچه خصلت ویژه او در میل شدید به جنس مخالف، نگرانی‌های زیادی را برای لورا ایجاد می‌کند.
یکی از مراجعانش یک روز به او مأموریت محافظت از «عطر کوپید» را می‌دهد، عطری که هر کس آن را به خود بزند کاملاً غیرقابل مقاومت است و اگر کسی آن را بو کند شیفته و عاشق فرد می‌شود و نیکی لارسون باید عطر را از دست اراذل پس بگیرد.

## بازیگران
| بازیگر          | نقش              |
| --------------- | ---------------- |
| فیلیپ لاشو      | نیکی لارسون      |
| الودی فونتن     | لورا مارکونی     |
| طارق بودالی     | پانچو            |
| جولیان آروتی    | گیلبرت اسکپی     |
| دیدیه بوردون    | دومینیک لتلیایر  |
| کمل گنفود       | ماموت            |
| سوفی موسل       | هلن لامبرتی      |
| رافائل پرسونناز | تونی مارکونی     |
| لیا کبده        | دختر پروفسور     |
| پاملا اندرسون   | جسیکا فاکس       |
| ژرار ژونیو      | روانشناس         |
| شانتال لادسو    | مادرزن گیلبرت    |
| اودری لامی      | همسر گیلبرت      |
| دوروته          | مهماندار فرودگاه |
| اسکال بیسون     | پاکو             |
| جاروم لو بنر    | جو               |

## انتشار
این فیلم در تاریخ ۱۵ دسامبر ۲۰۱۸ و پیش از اکران ملی در سوییس آن در تاریخ ۶ فوریه ۲۰۱۹ در بیشتر شهرهای فرانسه پیش نمایش شده بود.
در تاریخ ۱۳ فوریه ۲۰۱۹، این فیلم در بلژیک، در ۱۴ مارس ۲۰۱۹ در تایلند و ۲۳ مه ۲۰۱۹ در روسیه با عنوان Undercover Playboy منتشر شد.